# 紫宽嘴鸫
紫宽嘴鸫（学名：Cochoa purpurea）为鶲科宽嘴鸫属的鸟类，俗名紫鸫。其种加词“purpurea”意为“紫色的”。分布于中国南疆诸邻国以及中国大陆的四川、贵州、云南等地，常见于潮湿的、常绿的、地下生长植物茂盛的密林或山谷间。该物种的模式产地在尼泊尔。